# عناكب كيسية
العناكب الكيسية (الاسم العلمي: Miturgidae) (بالإنجليزية: Sac spiders)‏ هي فصيلة تتبع رتبة العناكب من طائفة العنكبوتيات.

## أجناس
- العنكبوت الكيسي
- الخدرنق